# Hossam Shabat
Hossam Shabat (àrab: حُسام شَبَات)  (Beit Hanoun, 10 d'octubre de 2001 - Jabalia, 24 de març de 2025) va ser un periodista palestí que va informar sobre la guerra de Gaza com a corresponsal d'Al Jazeera Mubasher i també va col·laborar amb Drop Site News.
Shabat va morir en un atac aeri israelià el 24 de març de 2025, després que Israel posés fi a l'alto el foc establert el gener de 2025 reprenent els atacs aeris sobre Gaza. Shabat i un altre periodista palestí, Mohammed Mansour, també mort per l'exèrcit israelià el 24 de març, es troben entre els almenys 208 periodistes i treballadors dels mitjans de comunicació que havien mort a la guerra de Gaza fins a aquella data. Les Forces de Defensa d'Israel (FDI), sense aportar proves verificables, havien acusat anteriorment Shabat i cinc altres periodistes palestins de ser membres dels grups militants Hamàs i Jihad Islàmica, acusacions que ell va negar i va predir que servirien com a amenaces contra la seva vida. Els testimonis van informar que l'atac semblava tenir un objectiu concret, i les FDI van reconèixer més tard que aquest objectiu era Shabat. asdf ads fsa

## Joventut
Shabat era resident de la ciutat de Gaza i, abans del conflicte, aspirava a crear una empresa de mitjans de comunicació i màrqueting. També estava relacionat amb el sector de l'hostaleria, ja que era propietari d'un restaurant que va ser destruït durant la guerra. dsaf dsa fadsf ds

## Periodista durant el conflicte
Al voltant del 27 d'octubre de 2024, Shabat va descriure la vida com a periodista a Gaza com la d'algú que és "perseguit". Shabat es va enfrontar a nombrosos reptes, com ara el desplaçament de casa seva a Beit Hanoun, amenaces de l'exèrcit israelià, la destrucció del restaurant de la seva família i la pèrdua de 30 familiars. Malgrat aquestes dificultats, va continuar fent reportatges, sovint treballant amb l'estómac buit i vivint en centres d'allotjament.

## Mort
El 24 de març de 2025, Shabat va morir en un atac aeri israelià que va impactar el seu cotxe prop de Beit Lahia, al nord de Gaza. Els testimonis van informar que l'atac semblava ser dirigit a un públic determinat. La seva mort va ocórrer el mateix dia que un altre periodista palestí, Mohammed Mansour, que va morir en un altre atac israelià al sud de Gaza.
L'endemà, les FDI van confirmar que havien atacat deliberadament Shabat, afirmant que "durant la guerra, Shabat va dur a terme atacs i va participar en activitats terroristes contra les forces de les FDI i ciutadans de l'Estat d'Israel. Aquesta és una prova més de l'ús de terroristes de Hamàs per part de la xarxa de mitjans de comunicació Al Jazeera". Les FDI no van proporcionar cap prova per donar suport a l'afirmació que Shabat havia atacat tropes de les FDI o civils israelians.